# Pisaura novicia
Espèce
Synonymes
- Ocyale novicia L. Koch, 1878

Pisaura novicia est une espèce d'araignées aranéomorphes de la famille des Pisauridae.

## Distribution
Cette espèce se rencontre du bassin méditerranéen à l'Asie centrale et en Inde.

## Description
Le mâle décrit par Nadolny, Ponomarev, Kovblyuk et Dvadnenko en 2012 mesure 10,5 mm et la femelle 11,5 mm.

## Systématique et taxinomie
Cette espèce a été décrite sous le protonyme Ocyale novicia par L. Koch en 1878. Elle est placée dans le genre Pisaura par Simon en 1898.

## Publication originale
- L. Koch, 1878 : « Kaukasische Arachnoiden. » Naturwissenschaftliche Beiträge zur Kenntniss der Kaukasusländer, vol. 3, p. 36-71.